# Colomba dragonata

Colomba dragonata uata come cimiero

La colomba dragonata (che l'araldica nordeuropea chiama drachentaube) è una figura araldica chimerica con il corpo di colomba e le ali, zampe e coda di un drago. È talora definita anche columbtrice (in analogia con coccatrice).